# Кълбовиден звезден куп
Кълбовиден (още сферичен) звезден куп е кълбовидно струпване на звезди, които се въртят по орбита около центъра на галактическо ядро. Звездите в купа са силно свързани чрез мощно гравитационно взаимодействие, което обуславя формата и относително високата звездна плътност към центъра на купа. Кълбовидните звездни купове, които населяват халото на галактиката, са значително по-стари от разсеяните звездни купове, които населяват галактичната равнина. Звездите от звездните купове вероятно са образувани в най-ранната епоха след Големия взрив, което ги прави важен източник на информация за младата Вселена. Структура на кълбовидните звездни купове условно се дели на ядро и корона.
Кълбовидните звездни купове са сравнително често срещани обекти в Млечния път. В нашата галактика са известни около 150 кълбовидни звездни купа, има предположения за още около 10 – 20. Големите галактики, обикновено, съдържат по-голям брой: например Андромеда съдържа вероятно около 500 кълбовидни звездни купа. Някои гигантски елиптични галактики, като M87, вероятно съдържат до 10 000 кълбовидни купа.